# Haustadt
Haustadt is een plaats in de Duitse gemeente Beckingen, deelstaat Saarland.